# Свадьба (фильм, 1978)
«Сва́дьба» (англ. A Wedding) — кинофильм 1978 года, снятый Робертом Олтменом в жанре чёрной комедии.
Фильм высмеивает как сам «священный институт семьи и брака», так и бездуховность, лицемерие и ханжество богатых семей и общества вообще.
Фильм рассказывает об одном дне из жизни двоих молодых людей — их пышной свадьбе. Семья южан среднего достатка пытается найти общий язык с богатой семьёй, связанной с организованной преступностью.

## В ролях
- Дези Арназ мл. — Дино Слоан Корелли
- Кэрол Барнетт — Катрин Бреннер
- Джеральдина Чаплин — Рита Биллингслей
- Витторио Гассман — Луиджи Корелли
- Лиллиан Гиш — Нетти Слоан
- Лорен Хаттон — Флоренция Фармер
- Ховард Дафф — доктор Жюль Мичэм
- Миа Фэрроу — Элизабет Баффи Бреннер
- Деннис Франц — Кунс
- Пол Дули — Лиам «Снукс» Бреннер
- Пегги Энн Гарнер — Кэндис Ратледж
- Нина Ван Палландт — Регина Слоан Корелли
- Гэвэн О’Херлихи  — Уилсон Бриггс

## Признание
Фильм был благосклонно принят профессионалами и публикой.
- 1978 год — Кэрол Бёрнетт получила премию как лучшая актриса на кинофестивале в Сан-Себастьяне за исполнение в фильме роли матери невесты, Кэтрин Бреннер.
- 1979 год — Роберт Олтмен номинирован по получение премии BAFTA в номинации «за лучшую режиссёрскую работу», а также в номинации «лучший сценарий» вместе с командой сценаристов.
- В том же году фильм номинировался на получении кинопремии Cesar как «лучший иностранный фильм».
- В том же году актриса Кэрол Бёрнетт была номинирована на получение премии «Золотой Глобус».